# بز کوهی راکی
بز کوهی راکی (نام علمی: Oreamnos americanus) نام یک گونه از زیرخانواده بزسانان است.